# Ziersdorf
Ziersdorf est une commune autrichienne du district de Hollabrunn en Basse-Autriche.